# LightDM
LightDMは軽量で高速、さらに拡張性に富むマルチデスクトップを目標としたXディスプレイマネージャである。LightDMは、Greetersと呼ばれるログインインタフェースを描画するために様々なフロントエンドを利用する。

## 機能
以下の機能が含まれる:
- 外部依存がほとんどないコードベース。
- 異なる複数のディスプレイ技術をサポート（X、Mir、Wayland ...）
- 軽量であること。メモリ使用量が少なく、動作が速い。
- リモート・ログインをサポート。（XDMCP、VNC、XDMCP）
- 標準への準拠（PAMやlogindなど）。
- サーバとユーザインタフェース間における明確に定義されたインタフェース。
- クロスデスクトップ（Greetersはどのツールキットでも書ける）。
- 複数のGUIを可能にする明確に定義されたgreeter API。
- 適切なプラグインにより全てのディスプレイマネージャのユースケースをサポート

LightDMはGDMよりもシンプルなコードベースで、動作においてGNOMEライブラリを一切ロードしない。GTKとQt の両方をサポートする。しかしユーザにとって必要かそうでないかに関わらず、いくつかの機能が犠牲になっている。LightDMは、Debian GNU/Linux 7(wheezy) で導入され以降の安定版や不安定版で十分安定して動作する。また、Ubuntu、Edubuntu、XubuntuおよびMythbuntuでは11.10から、Lubuntuでは12.04からデフォルトディスプレイマネージャとなっており、Kubuntuでは12.10の初期から15.04まで

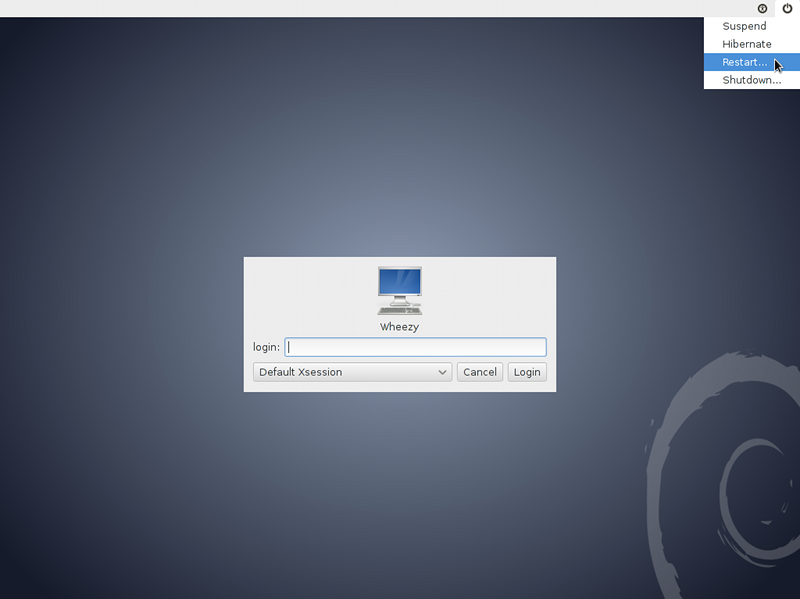
Debian 7 (wheezy) で動作する LightDM のスクリーンショット

のデフォルトディスプレイマネージャであった。

### 利用可能なGreeters
| 開発中のLightDM Greeters   | 開発中のLightDM Greeters | 開発中のLightDM Greeters | 開発中のLightDM Greeters                                                               |
| 名前                       | 主な機能 | バージョン               | ウェブサイト                                                                           |
| -------------------------- | --- | ------------------------ | -------------------------------------------------------------------------------------- |
| GTK+ Greeter               | GTKによるリファレンス実装、Lubuntuのデフォルト、Xubuntuのデフォルト                                                                | 2.0                      | launchpad.net/lightdm-gtk-greeter                                                      |
| Pantheon Greeter           | elementary OS用Greeter | 2.0                      | launchpad.net/pantheon-greeter                                                         |
| Unity Greeter              | Ubuntuのデフォルト | 15.04.3                  | launchpad.net/unity-greeter                                                            |
| Webkit2 Greeter            | Antergos用デフォルトGreeter、テーマに対応するHTML/JavaScriptを利用する                                                             | 2.1.4                    | github.com                                                                             |
| 休止状態のLightDM Greeters | |                          |                                                                                        |
| 名前                       | 主な機能 | バージョン               | ウェブサイト                                                                           |
| Crowd Greeter              | OpenGLベースGreeterのデモンストレーション                                                                                          | 0.0.2                    | launchpad.net/crowd-greeter                                                            |
| GTK+ Builder Greeter       | GtkBuilderをベースとしたGTK用の、LXDEを発祥とする代替実装。GtkBuilderはGlade Interface Designerで編集するWYSIWYGテーマを特徴とする | 0.2.0                    | lxde.git.sourceforge.net/git/gitweb.cgi?p=lxde%2Fldm-gtk-builder-greeter%3Ba%3Dsummary |
| KDE Greeter                | Plasma統合、SDDMに置き換えられるまではKubuntuのデフォルトであった                                                                  | 0.3.2.2                  | projects.kde.org/lightdm                                                               |
| LXQt Greeter               | SDDMに置き換えられるまで、LXQt用のQtのみによるGreeter（前身はRazor Greeter）                                                       | 0.7                      | git.lxde.org/gitweb/?p=lxde%2Flxqt-lightdm-greeter.git%3Ba%3Dsummary                   |
| Qt Greeter                 | Qtによるリファレンス実装 | —                        | launchpad.net/lightdm-qt-greeter                                                       |
| WebKit Greeter             | 簡単なテーマ | 2.0.0                    | launchpad.net/lightdm-webkit-greeter                                                   |